# Oecobius machadoi
Oecobius machadoi är en spindelart som beskrevs av Jörg Wunderlich 1995. Oecobius machadoi ingår i släktet Oecobius och familjen Oecobiidae. Inga underarter finns listade i Catalogue of Life.